# Felipe Aguilar
Felipe Aguilar Mendoza (ur. 20 stycznia 1993 w Medellín) – kolumbijski piłkarz występujący na pozycji obrońcy, zawodnik Athletico Paranaense. Były reprezentant reprezentacji Kolumbii.

## Życiorys

### Kariera klubowa
W latach 2011–2019 był piłkarzem w kolumbijskim klubie Atlético Nacional, skąd wypożyczony był do Alianza Petrolera (2013–2015). 18 stycznia 2019 podpisał kontrakt z brazylijskim klubem Santos FC; kwota odstępnego 3,5 miliona euro. 
19 marca 2020 został zawodnikiem brazylijskiego klubu Athletico Paranaense, umowa do 21 stycznia 2021.

### Kariera reprezentacyjna
Był reprezentantem Kolumbii w kategoriach wiekowych: U-20, U-21 i U-23.
Znalazł się w kadrze reprezentacji Kolumbii na Copa América 2016. W seniorskiej reprezentacji Kolumbii zadebiutował 29 maja 2016 na stadionie Marlins Park (Miami, Stany Zjednoczone) w wygranym 3:1 meczu towarzyskim przeciwko reprezentacji Haiti.

## Sukcesy

### Klubowe
Atlético Nacional
- Zwycięzca w Categoría Primera A: 2011, 2017
- Zwycięzca w Pucharze Kolumbii: 2016, 2018
- Zwycięzca w Superlidze: 2012, 2016
- Zdobywca drugiego miejsca w Superlidze: 2018
- Zdobywca Copa Libertadores: 2016
- Zdobywca Recopa Sudamericana: 2017

Santos FC
- Zdobywca drugiego miejsca w Campeonato Brasileiro Série A: 2019

### Reprezentacyjne
Kolumbia U-20
- Zwycięzca Mistrzostw Ameryki Południowej: 2013

Kolumbia
- Zdobywca trzeciego miejsca w Copa América: 2016